# Yaacov Agam
Yaacov Agam vlastním jménem Jacob Gipstein (11. května 1928 Rišon le-Cijon, Izrael) je izraelský malíř a tvůrce objektů.
V letech 1947–1948 studoval na Akademii Bezalel v Jeruzalémě. V roce 1949 studoval na Uměleckoprůmyslové škole v Curychu. Roku 1951 odjel do Paříže, kde pracoval v Ateliéru d'Art Abstrait. Tam staví své první kinetické objekty, které mění podobu podle místa pozorovatele nebo jeho přímými zásahy. Roku 1953 měl první samostatnou výstavu v pařížské galerii Craven. Dále roku 1955 tvořil abstraktní experimentální filmy. Roku 1962 rozšířil senzitivní působení svých objektů přidáváním zvuků a haptickým drážděním. Zhotovil velké nástěnné obrazy a hřiště v architektonickém duchu s variabilními barevnými kompozicemi. Roku 1964 se zúčastnil Documenty 3 v Kasselu. Roku 1972 měl retrospektivní výstavu v pařížském Musée National d'Art Moderne.